# گرل
گرل (به لاتین: Gerel) یک منطقهٔ مسکونی در روسیه است که در داغستان واقع شده‌است.